# Детчино
Детчино — село в Малоярославецком районе Калужской области, центр сельского поселения «Посёлок Детчино».
Село расположено на реке Суходрев, в 26 км от Малоярославца, на автотрассе М3.
В посёлке расположена железнодорожная станция — Суходрев.

## История
Детчино впервые упоминается в 1444 году в связи с битвой литовского войска с московским на реке Суходрев.
В 7134 (1626) году «Микуле Семеновичу Рохманову  за его службу с помесного его окладу из его поместья в Ярославецком уезде Малого в Суходровской волости жеребьем деревни Детчиной в вотчину со всеми угодьи»
В 1660 году — сельцо Детчина.
По сведениям 1859 года село относилось к Малоярославецкому уезду Калужской губернии и в нём насчитывался 31 двор, проживало 300 человек и имелась православная церковь.
После строительства Московско-Киевской железной дороги и открытия в 1899 году станции Суходрев в Детчино значение села возросло. 
В 1929 году Детчино стало центром Детчинского района и оставалось им до 1959 года. 
Во время Великой Отечественной войны село было сильно разрушено, в 1949 году заново отстроено. В Детчино находился сектор Можайской линии обороны.

## Предприятия
- Мусороперерабатывающий завод. Планируется постройка мусороперерабатывающего завода в рамках экотехнопарка. Жители поселка пытались провести референдум по этому вопросу, но референдум был запрещен решением суда[6][7].
- Группа компаний «Ритуал-Сервис» (головной офис в России).
- Детчинский деревообрабатывающий комбинат.
- Детчинский завод овощных концентратов (ПАО «Русский продукт»).

## Население
| 1913 | 1926 | 1939  | 1979  | 2002  | 2010  | 2021  |
| ---- | ---- | ----- | ----- | ----- | ----- | ----- |
| 134  | ↗405 | ↗1936 | ↗4020 | ↗4892 | ↗5010 | ↘4881 |